# Ulrich Reinhardt

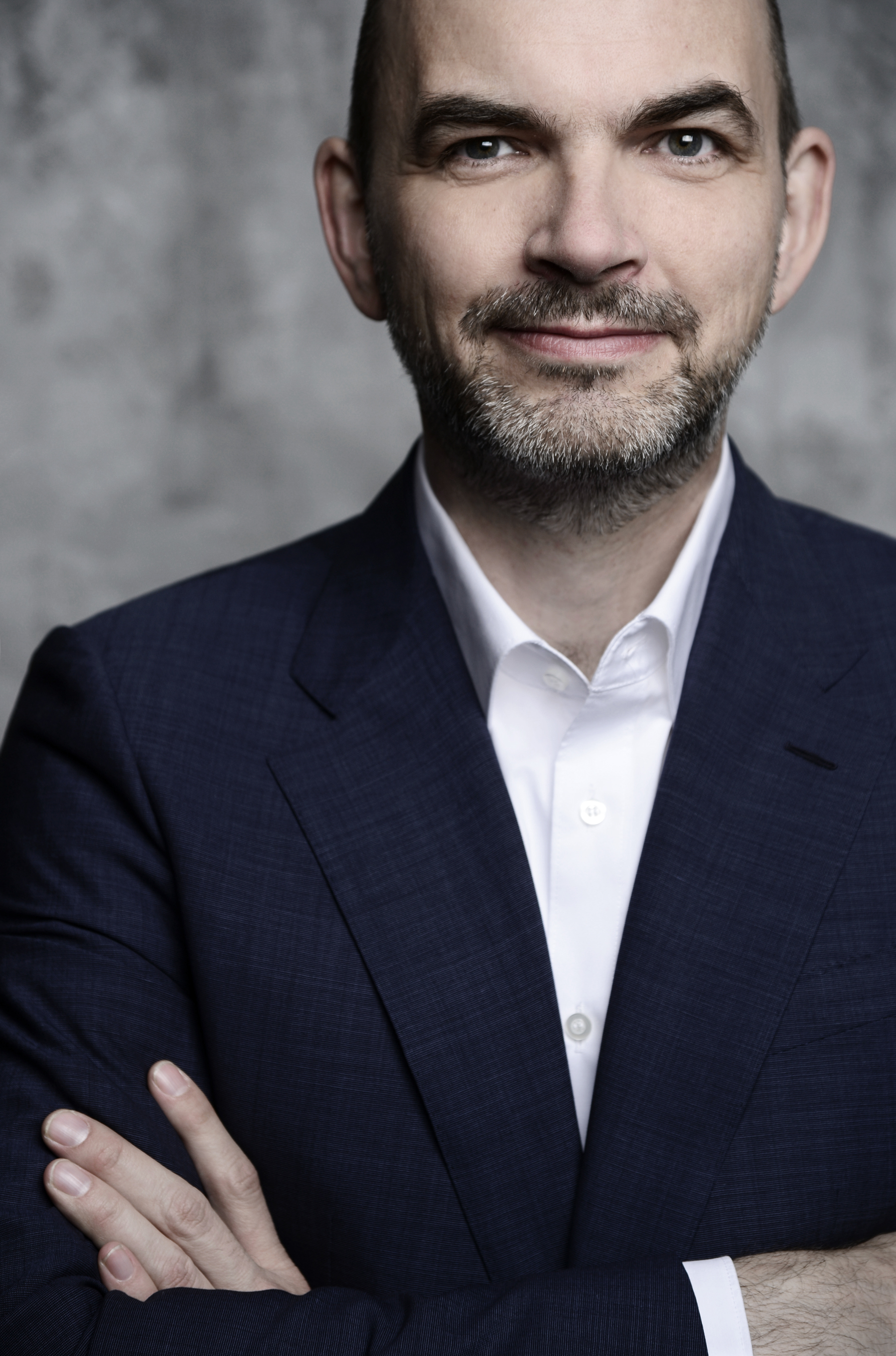
Ulrich Reinhardt, 2015

Ulrich Reinhardt (* 6. Dezember 1970 in Bremerhaven) ist ein deutscher Zukunftsforscher. Er hält an der Fachhochschule Westküste eine Professur für empirische Zukunftsforschung im Fachbereich Wirtschaft.

## Leben
Nach dem Studium der Pädagogik und Psychologie an der Universität Hamburg begann Ulrich Reinhardt 1999 als Promotionsstudent im damaligen Freizeit-Forschungsinstitut der British American Tobacco. Mit der Umwandlung in die Stiftung für Zukunftsfragen im Jahr 2007 wurde er geschäftsführendes Vorstandsmitglied der Stiftung. Parallel hierzu war er als Lehrbeauftragter der Universität Hamburg, der Helmut-Schmidt-Universität/Universität der Bundeswehr Hamburg sowie an der Universität Bayreuth tätig. Anfang 2011 übernahm Reinhardt die Nachfolge von Horst W. Opaschowski als wissenschaftlicher Leiter der Stiftung und erhielt einen Ruf für eine dreijährige Forschungsprofessur an die Fachhochschule Salzburg. Daran anschließend folgte die Professur an der Fachhochschule Westküste. Seit September 2014 ist Reinhardt Professor für Empirische Zukunftsforschung am Fachbereich Wirtschaft der Fachhochschule Westküste in Heide. Er übernahm 2011 die wissenschaftliche Leitung der Stiftung für Zukunftsfragen und ist Mitherausgeber der Fachzeitschrift European Journal of Futures Research (EJFR). Seine Forschungsschwerpunkte sind Sozialer Wandel, Freizeitsoziologie, Konsum und Tourismuswissenschaft.

## Mitgliedschaften
- World Future Society
- Bayreuther Zukunftsforum
- Kuratorium der EBC Hochschule
- Landeskuratorium des Stifterverbandes der Deutschen Wissenschaft

## Veröffentlichungen (Auswahl)
- Edutainment – Bildung macht Spaß. Wien/Berlin/Münster 2005, ISBN 978-3-8258-9082-7.
- Vom Kulturevent zur Eventkultur. In: Nickel (Hrsg.): Eventmarketing: Grundlagen und erfolgreiche Beispiele aus der Praxis, München 2007, ISBN 978-3-8006-2139-2.
- Demografische Entwicklungen und Erlebnisorientierung als Ausgangssituation für die Freizeitwelt von morgen. In: Freericks/Brinkmann (Hrsg.): Zukunftsfähige Freizeit. Analysen – Perspektiven – Projekte, Institut f. Freizeitwissenschaft u. Kulturarbeit, Bremen 2010, ISBN 978-3-926499-59-2.
- United Dreams of Europe. Hamburg 2011, ISBN 978-3-9813783-0-6.
- Freizeit-Monitor 2013. Hamburg 2013.
- 29. Deutsche Tourismusanalyse. Hamburg 2013.
- 30. Deutsche Tourismusanalyse. Hamburg 2014.
- Freizeit-Monitor 2014. Hamburg 2014.
- zus. mit Reinhold Popp: ZUKUNFT! Deutschland im Wandel – der Mensch im Mittelpunkt. Münster 2015, ISBN 978-3-643-90688-5.
- 31. Deutsche Tourismusanalyse. Hamburg 2015.
- Freizeit-Monitor 2015. Hamburg 2015.
- Schleswig-Holstein heute und morgen. Wien 2016, ISBN 978-3-643-90722-6.
- 32. Deutsche Tourismusanalyse. Hamburg 2016.
- Freizeit-Monitor 2016. Hamburg 2016, online.
- So tickt Hamburg – 77 Fragen an die Zukunft. Hamburg 2017, ISBN 978-3-95856-012-3.
- 33. Deutsche Tourismusanalyse. Hamburg 2017, online.
- Schöne neue Arbeitswelt – Was kommt? Was bleibt? Was geht?, Hamburg 2018, ISBN 978-3-00-058418-3.
- Die Zukunft des Konsums, Hamburg 2019.
- Europas Zukunft. 40 Visionen für die Welt von morgen. München 2019, ISBN 978-3-947140-02-2.
- Zukunfts-Monitor

als Herausgeber
- mit Horst W. Opaschowski (Hrsg.), Michael Pries: Freizeitwirtschaft. Die Leitökonomie der Zukunft. Lit Verlag, Wien/Berlin/Münster 2006, ISBN 978-3-8258-9297-5.
- mit Horst W. Opaschowski (Hrsg.): Altersträume – Illusion und Wirklichkeit. Primus, Darmstadt 2007, ISBN 978-3-89678-361-5.
- mit Horst W. Opaschowski (Hrsg.): Vision Europa: Von der Wirtschafts- zur Wertegemeinschaft. Hamburg 2008.
- mit George T. Roos (Hrsg.): Wie die Europäer ihre Zukunft sehen – Antworten aus neun Ländern. Darmstadt 2009, ISBN 978-3-89678-802-3.
- mit Reinhold Popp (Hrsg.), Markus Pausch: Zukunft. Bildung. Lebensqualität. Wien/Berlin/Münster 2011, ISBN 978-3-643-50274-2.
- mit Reinhold Popp (Hrsg.), Elisabeth Zechenter (Hrsg.): Zukunft. Kultur. Lebensqualität, Wien/Berlin/Münster 2012, ISBN 978-3-643-50396-1.
- mit Ulrike Garstenauer, Reinhold Popp (Hrsg.): Zukunft. Lebensqualität. Lebenslang. Wien/Berlin/Münster 2013, ISBN 978-3-643-50500-2.
- mit Reinhold Popp (Hrsg.): Zukunft des Alltags. Wien/Berlin/Münster 2013, ISBN 978-3-643-12233-9.
- mit Reinhold Popp, Wolfgang Schuster (Hrsg.): Generationenvertrag statt Generationenverrat. Freiburg 2013, ISBN 978-3-451-33276-0.
- mit Reinhold Popp (Hrsg.): Blickpunkt Zukunft. Lit Verlag, Wien/Berlin/Münster 2014, ISBN 978-3-643-12458-6.